# دزیمتر تی‌ال‌دی

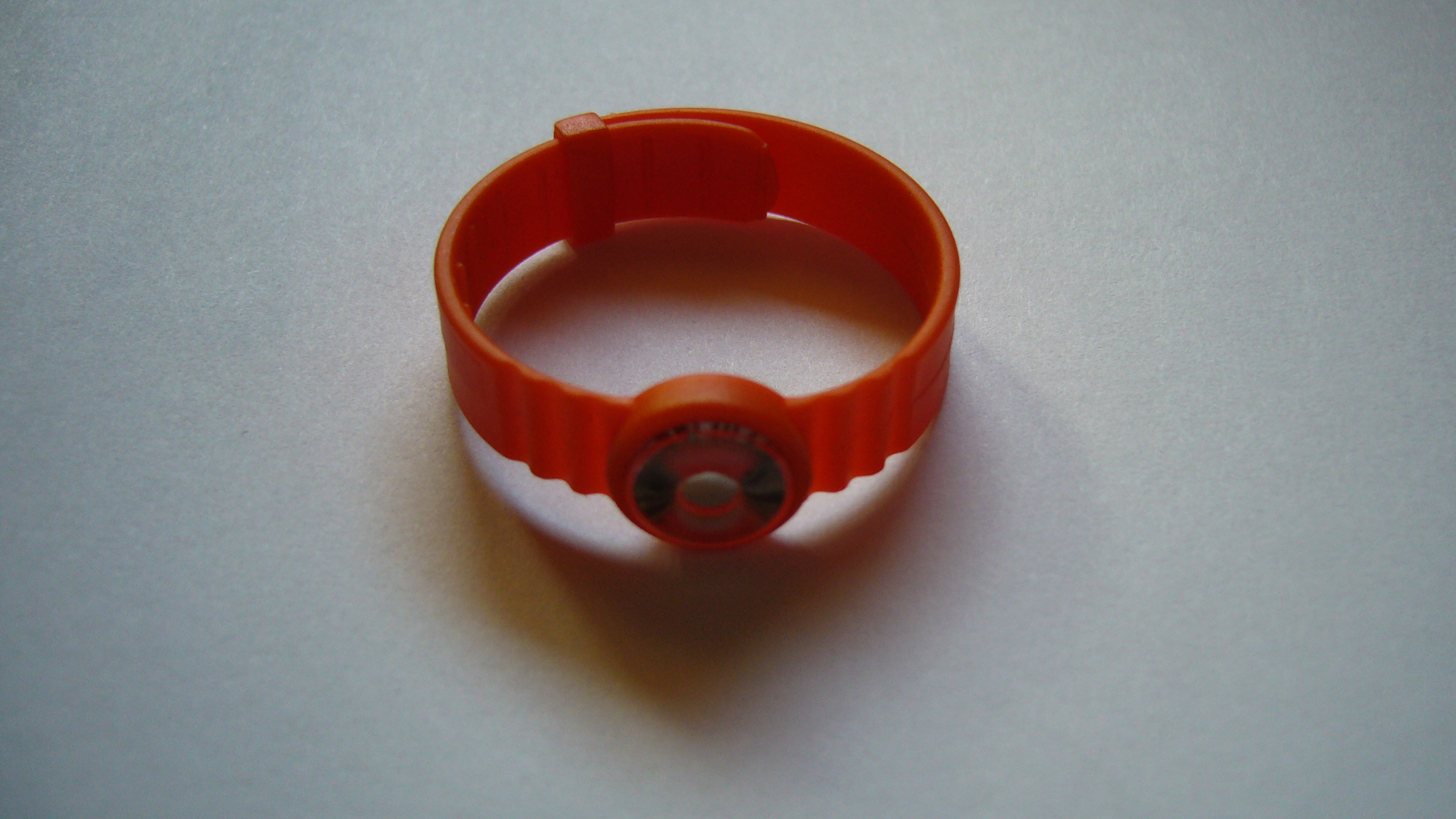
دزیمتر تی ال دی از نوع دست‌بند

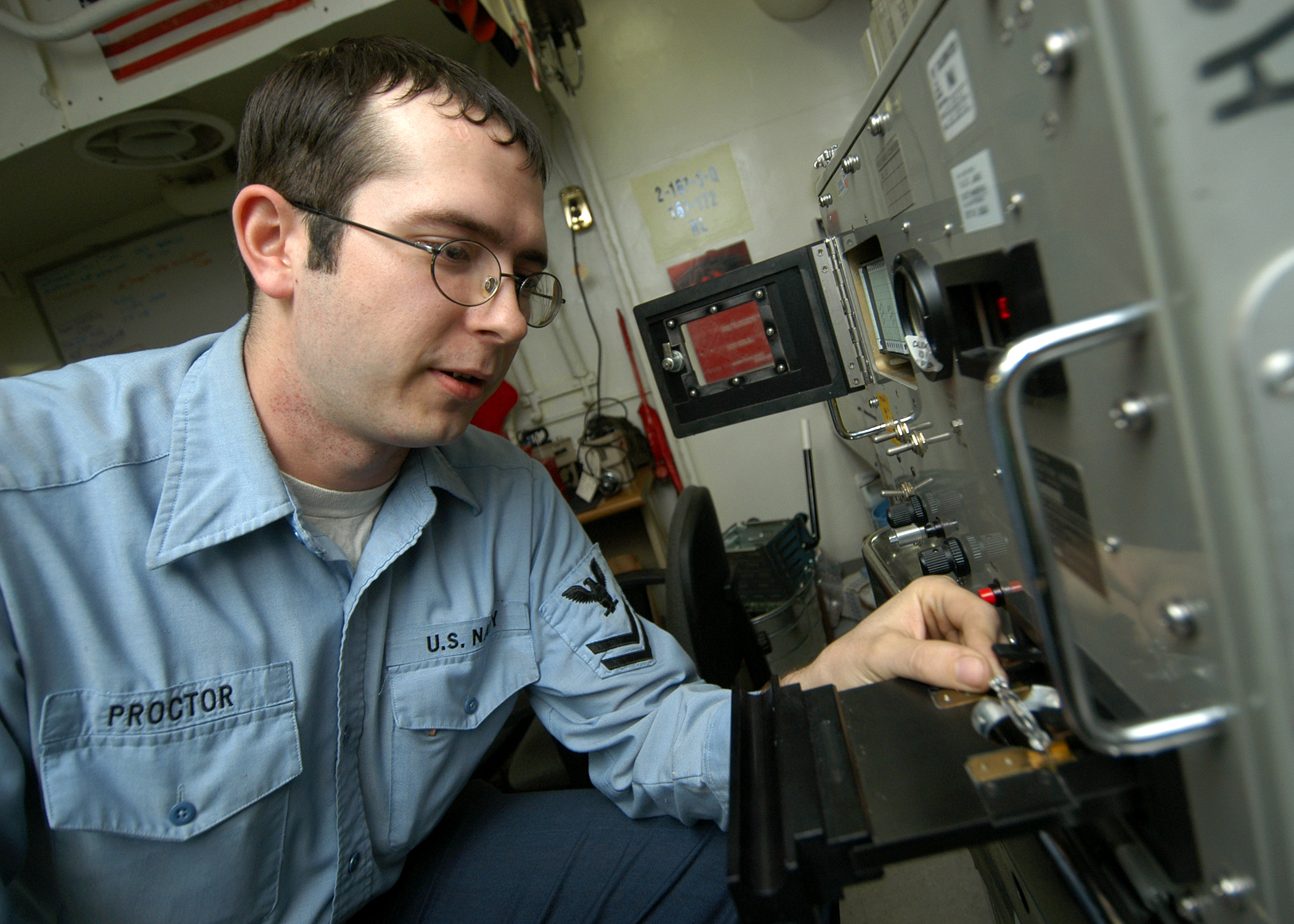
خدمه نیروی دریایی آمریکا در حال خواندن یک دزیمتر

دزیمتر تی ال دی (به انگلیسی: Thermoluminescent Dosimeter) یا دزیمتر گرمالیانی، نوعی آشکارساز جهت سنجش دز پرتوهای رادیواکتیو است.
از این سنجش‌گرهای پرمصرف معمولاً در آزمایشگاه‌های پرتوی استفاده می‌شوند، و اغلب پس از خواندن دزِ یک زمان معین، قابل استفاده مجدد هستند. دستگاهی که دز را میخواند TLD Reader نام دارد.

## عملکرد دزیمتر TLD
این دزیمتر همان طور که از نام آن پیداست یک دزیمتر گرمایی از نوع پسیو است که میزان تابش پرتوهای یونیزان را با اندازه‌گیری شدت نور مرئی، با گرم شدن آشکارساز اندازه‌گیری می کند. در حقیقت زمانی که این نور از یک بلور حساس به آشکارساز  عبور می‌کند گرم شده و با اندازه‌گیری کریستال آن مقدار شدت پرتوهای یونیزان بدست می‌آید. این دزیمتر قابلیت اندازه‌گیری دز در شرایط real time را ندارد. اما به‌طور دقیق دز تجمعی را ثبت می‌نماید که این ویژگی برای مقایسه اندازه‌گیری‌های میدانی مورداستفاده قرار می‌گیرد.  